# Etan Thomas
Dedreck Etan Thomas (Harlem, New York, 1. travnja 1978.) američki je profesionalni košarkaš. Igra na poziciji centra, a trenutačno je član NBA momčadi Oklahoma City Thundera. Izabran je u 1. krugu (12. ukupno) NBA drafta 2000. od strane Dallas Mavericksa.

## Sveučilište
Pohađao je sveučilište Syracuse te je tamo ostvario prosjek od 11 poena i 7 skokova po utakmici. Na svojoj četvrtoj godini sveučilišta, Thomas je izabran za "Big East" obrambenog igrača godine te se nakon završetka te sezone odlučio prijaviti na NBA draft.

## NBA karijera
Izabran je kao 12. izbor NBA drafta 2000. od strane Dallas Mavericksa. Bez ijednog nastupa za Maverickse, 2001. godine Thomas je mijenjan u Washington Wizardse. 23. lipnja 2009. Thomas je mijenjan u Minnesota Timberwolvese zajedno s Oleksiyem Pecherovom, Dariusom Songailom i izborom prvog kruga na draftu u zamjenu za Randya Foyea i Mikea Millera. 27. srpnja 2009. Thomas je mijenjan u Oklahoma City Thundere zajedno s izborima drugog kruga na NBA draftu 2010. godine u zamjenu za Chuckya Atkinsa i Damiena Wilkinsa. Tijekom svoje NBA karijere ostvario je prosjek od 6.7 poena i 5.3 skokova.

### Zdravstveni problemi
Tijekom trening kampa u sezoni 2007./08., na rutinskom liječničkom pregledu, Thomasu je utvrđeno opasno oštećenje aorte. 11. listopada 2007. Thomas se podvrguno uspješnoj operaciji srca te se na NBA terene vratio nakon godinu dana izbivanja.

## NBA statistika

### Regularni dio
| Godina    | Klub       | Odig. uta. | Uta. poč. | Min. | 2P%  | 3P%  | Sl. bac.% | Skok. | Asist. | Ukr. lop. | Blok. | Poena |
| --------- | ---------- | ---------- | --------- | ---- | ---- | ---- | --------- | ----- | ------ | --------- | ----- | ----- |
| 2001./02. | Washington | 47         | 0         | 13.1 | .536 | .000 | .554      | 3.9   | .1     | .4        | .7    | 4.3   |
| 2002./03. | Washington | 38         | 0         | 13.5 | .492 | .000 | .638      | 4.3   | .1     | .2        | .6    | 4.8   |
| 2003./04. | Washington | 79         | 15        | 24.1 | .489 | .000 | .647      | 6.7   | .9     | .5        | 1.6   | 8.9   |
| 2004./05. | Washington | 47         | 10        | 20.8 | .502 | .000 | .528      | 5.2   | .4     | .4        | 1.1   | 7.1   |
| 2005./06. | Washington | 71         | 9         | 15.8 | .533 | .000 | .600      | 3.9   | .2     | .3        | 1.0   | 4.7   |
| 2006./07. | Washington | 65         | 32        | 19.2 | .574 | .000 | .558      | 5.8   | .4     | .3        | 1.4   | 6.1   |
| 2008./09. | Washington | 26         | 7         | 11.8 | .485 | .000 | .696      | 2.5   | .2     | .1        | .7    | 3.1   |
| Ukupno    |            | 373        | 73        | 17.9 | .516 | .000 | .600      | 4.9   | .4     | .3        | 1.0   | 6.0   |

### Doigravanje
| Godina    | Klub       | Odig. uta. | Uta. poč. | Min. | 2P%  | 3P%  | Sl. bac.% | Skok. | Asist. | Ukr. lop. | Blok. | Poena |
| --------- | ---------- | ---------- | --------- | ---- | ---- | ---- | --------- | ----- | ------ | --------- | ----- | ----- |
| 2004./05. | Washington | 8          | 0         | 15.8 | .655 | .000 | .455      | 4.5   | .3     | .0        | .9    | 6.0   |
| 2005./06. | Washington | 3          | 0         | 6.0  | .400 | .000 | .500      | 2.0   | .0     | .7        | .7    | 2.0   |
| 2006./07. | Washington | 4          | 4         | 21.0 | .412 | .000 | .667      | 5.5   | .3     | .5        | .8    | 5.0   |
| Ukupno    |            | 15         | 4         | 15.2 | .549 | .000 | .514      | 4.3   | .2     | .3        | .8    | 4.9   |

## Vanjske poveznice
- Profil na NBA.com
- Profil  Arhivirana inačica izvorne stranice od 9. prosinca 2011. (Wayback Machine) na Basketball-Reference.com
- Profil na ESPN.com